# Kościół poewangelicki we Władysławowie
Kościół poewangelicki we Władysławowie – dawny kościół protestancki we Władysławowie, w powiecie tureckim, w województwie wielkopolskim. Znajduje się po zachodniej stronie Rynku. Jest to budynek wybudowany w stylu neoromańskim.
Budynek został wpisany do rejestru zabytków.

## Historia
Parafia ewangelicka we Władysławowie powstała w 1776 roku. Decyzję o wybudowaniu kościoła podjęto w 1866 roku, prace ruszyły w 1872 roku i trwały rok. Od nazwiska jednego z fundatorów kościół nazywany był „kościołem Kneifla”.
Jest to kościół jednonawowy, wybudowany z cegły na podmurówce kamiennej na planie prostokąta. Elewację frontową zwięcza pokryta blachą wieża na planie kwadratu, na której umieszczono ażurową latarnię. Na elewacjach bocznych znajduje się 5 okien zwieńczonych półpełnymi łukami.
Budynek został przebudowany i od 1986 roku pełni funkcję siedziby Gminnego Ośrodka Kultury. Podczas przebudowy wyburzono emporę, wprowadzono również dodatkową kondygnację oraz klatkę schodową.